# Доллар Островов Питкэрн
Доллар Островов Питкэрн (англ. Pitcairn Islands dollar) — денежная единица британской заморской территории Острова Питкэрн, Хендерсон, Дьюси и Оэно. Выпускается только в виде коллекционных монет.
С 1967 года в качестве основной валюты в обращении используется новозеландский доллар.
Законом от 23 июня 1988 года установлено, что законным средством платежа на островах являются банкноты и монеты Новой Зеландии и монеты Питкэрна. Чеканка собственных монет начата в том же году. Первоначально выпускались монеты номиналом от 1 доллара и выше, с 2009 года выпускаются также монеты в центах.
Чеканятся монеты из медно-никелевого сплава и из драгоценных металлов в 5, 10, 20, 50 центов, 1, 2, 5, 10, 25, 50, 250 долларов.